# Sonate pour piano no 3 de Bax
Pour les articles homonymes, voir Sonate pour piano (homonymie).
La Sonate pour piano no 3 est une sonate pour piano composée par Arnold Bax en 1926.

## Contexte historique
Sa troisième sonate pour piano, en sol dièse mineur et en trois mouvements, a été achevée le 23 novembre 1926 et créée par Harriet Cohen à Liverpool le 18 novembre 1927, interprétation qu'elle répète à Londres le 23 janvier 1928. Elle est publiée en 1929. Lorsqu'Arnold Bax écrit cette sonate, il a achevé sa deuxième symphonie et n'a pas encore commencé sa troisième. Il est pourtant au sommet de son art. Il est peut-être significatif que la dernière fois qu'il avait entrepris d'écrire une sonate pour clavier, celle-ci était devenue sa première symphonie. C'est peut-être aussi cette ambiguïté du monde sonore pour lequel il écrit qui lui a causé des problèmes considérables.

## Structure
Elle comporte trois mouvements :
- Allegro moderato – Vivo – Andante con moto – Tempo I – Vivace
- Lento moderato
- Allegro – Moderato molto espressivo – Tempo I

Son exécution dure environ vingt-cinq  minutes.

## Analyse

### Premier mouvement
Avec ses sombres réflexions initiales et ses contrastes soudains, l'atmosphère de cette troisième sonate est sauvage, mais elle s'éteint régulièrement pour laisser place à un monde onirique. À la fin du développement, on trouve un passage remarquablement similaire à l'univers de la deuxième symphonie, avec une harmonie agité à la main droite, des doubles croches et des accords dramatiques ascendants à la main gauche, comme s'il s'agissait d'un aperçu d'un grand événement primitif. Le point culminant est rapidement dépassé et, après un bref épisode presque triomphal, le mouvement s'achève sur une réminiscence de l'ouverture.

### Deuxième mouvement
Le mouvement lent, très lyrique, est une miniature pour piano, bien que loin d'être simple, avec deux thèmes, le second formant la section centrale chantante. L'inclination du compositeur à écrire une pseudo-chanson folklorique irlandaise procure un moment de calme dans un monde turbulent qui se développe jusqu'à un point culminant triomphal. Le premier thème revient et les deux thèmes s'unissent brièvement à la fin dans un long fondu silencieux.

### Troisième mouvement
Le turbulent finale, avec son deuxième sujet inquiétant et ses torrents de notes, nous ramène aux batailles du premier mouvement, les textures s'amincissant en deux parties avant que nous ne retrouvions l'univers des premières pages de la sonate.

## Discographie
- Piano Works, Vol. 2, Ashley Wass (piano), Naxos, 8.557592, mai 2005.